# Národně socialistická německá dělnická strana
Národně socialistická německá dělnická strana (německy: Nationalsozialistische Deutsche Arbeiterpartei, NSDAP), též označovaná jako nacistická strana, byla německá krajně pravicová politická strana, jež vznikla 24. února 1920 přejmenováním Německé dělnické strany, již založili Anton Drexler a Karl Harrer 5. ledna 1919 v Mnichově. Její členové se nazývali nacisté (spojení/zkratka slov nacionální a socialisté). K hlavním znakům nacismu patřil krajní šovinismus, revanšismus, rasismus, antisemitismus a pangermanismus.[zdroj⁠?!] Strana používala sociální a nacionální demagogii a teror proti svým skutečným či domnělým oponentům. Propagandisticky těžila jednak z odmítání mírových smluv ukončujících první světovou válku, jejíž vítězové po Německu jako státu, jež válku rozpoutal, požadovali vysoké válečné reparace na úhradu způsobených škod a další omezení, jednak z antisemitismu a šovinismu části Němců a konečně z ekonomických dopadů první světové války, hyperinflace a později také Velké hospodářská krize na obyvatelstvo.
V čele NSDAP stál po většinu její existence Adolf Hitler, který zavedl v Německu nacistickou totalitu, jež se u moci držela 12 let (1933–1945) až do porážky Německa ve druhé světové válce. V roce 1945 byla nacistická strana Mezinárodním vojenským tribunálem během Norimberského procesu prohlášena za zločineckou organizaci.[zdroj⁠?!]

## Historie

### 20. léta

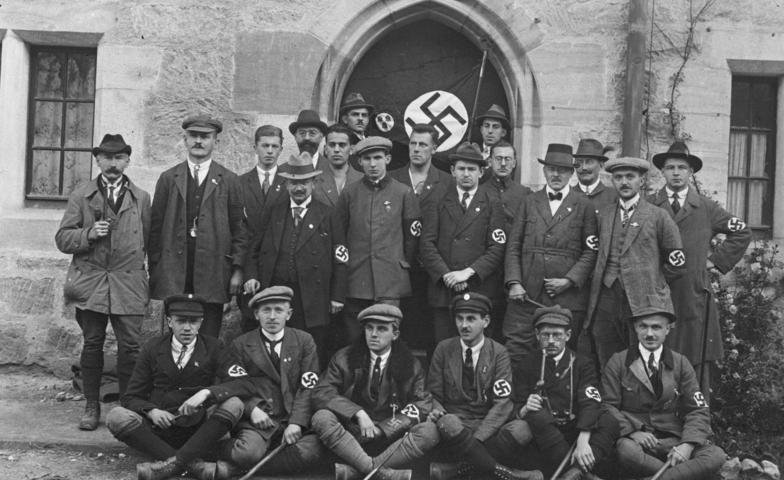
Delegace NSDAP v Coburgu, říjen 1922

31. července 1919 byla v Německu přijata Výmarská ústava a vznikla federativní parlamentní republika, známá jako Výmarská republika. Zákonodárnou moc tvořil Reichstag (dolní sněmovna), do nějž se volilo poměrným způsobem a každý poslanec představoval 60 000 voličů, a Říšská rada (horní sněmovna), kde se scházeli zástupci 17 spolkových států. Výkonnou moc představoval kabinet s kancléřem v čele. Prezident, hlava státu, byl volen na 7 let a jmenoval a odvolával kancléře. Právo volit měli všichni němečtí občané, kteří byli mužského pohlaví a starší 20 let.
Rok po skončení první světové války, ve které Německo stálo na straně poražených, založili Anton Drexler, Karl Harrer a Gottfried Feder v Mnichově Německou dělnickou stranu (Deutsche Arbeiterpartei, DAP). Pro německý stát to nebyla ideální doba. Zemi vyčerpala válka a chaos vzniklý v jejím důsledku se těžko dává do pořádku. Navíc byla na spadnutí ratifikace Versailleské mírové smlouvy (10. ledna 1920), jež posunula hranice v neprospěch Německa, uložila mu platit velké válečné reparace, které pomlalu přiváděly stát do kolapsu, a redukovat armádu. Adolf Hitler působil v roce 1919 jako agent reichswehru (německé armády) a měl za úkol sledovat mnichovské extremistické organizace. Jednou z těchto sledovaných stran byla i nacionalistická DAP, do které 12. září 1919 Hitler vstoupil. Strana měla tehdy mezi 20 až 40 členy. Nacionalistické a antisemitské názory panující ve vedení strany lahodily uchu nově příchozího. Pak se však zvedl jakýsi člověk, jehož jméno už neznáme, a prohlásil, že za špatnou situaci Německa je zodpovědná politika Pruska. Řekl, že by se mělo Bavorsko od Pruska oddělit a spojit se s Rakušáky. V tu chvíli Adolf vstal a onoho člověka pořádně vyplísnil. Řekl, že viník není na straně Pruska, ale na straně Židů. Když odcházel naštvaný ze schůze DAP, zastavil ho Anton Drexler a dal mu brožuru s nápisem „Mé politické probuzení". Hitler se na další schůzi DAP dostavil a se stranou se postupně sžil.
Strana DAP se přejmenovala na NSDAP (původně měla být přejmenována na Sociální revoluční strana) a 27. ledna 1920 byl zveřejněn její pětadvacetibodový program, který staví na šovinismu a požaduje například odmítnutí Versailleské smlouvy, vytvoření Velkého Německa či zestátnění podniků. Pod tímto programem byl podepsán Drexler, ale program už byl částečně ovlivněn i názory Adolfa Hitlera. Do čela strany se 29. července postavil Hitler. Za měsíc od svého zvolení založil Tělovýchovný a sportovní odbor – předchůdce nechvalně známé SA (Sturmabteilung – úderné oddíly). Měl tak v rukou polovojenskou jednotku proti demokratickým a socialistickým vlivům a armáda i policie byly vůči pravicovým násilnostem shovívavé. Již v roce 1921 se projevilo Hitlerovo politické nadání, nejenže schopně dosazoval ideologicky blízké jedince do důležitých funkcí, ale i umně nakládal s propagandou a veřejnými projevy. Po sporu s Drexlerem složil Adolf Hitler 11. 7. 1921 svou funkci ve vedení strany a vymínil si, že pokud se má vrátit zpět do čela NSDAP, tak mu musí být přiznány neomezené kompetence. Hitler tak dosáhl toho, že byl v červenci 1921 zvolen předsedou strany s přiznanými diktátorskými pravomocemi. Anton Drexler se stal čestným předsedou a ztratil ve straně vliv. Hnutí v listopadu čítalo kolem 3 000 členů. Už nyní Hitler poznal význam právě symbolů, mýtů a rituálů, které prohloubily víru ve stranu a zakoření v lidech nacismus. Dokazují to uniformy s insigniemi, stranická shromáždění i pozdrav – v dnešní době zakázaný – „Heil Hitler“. NSDAP vydávala i noviny, které se nazývaly Völkischer Beobachter. I jeho výřečnost získávala čím dál více stoupenců, ale pořád se tato extrémistická strana držela na okraji volebního spektra.

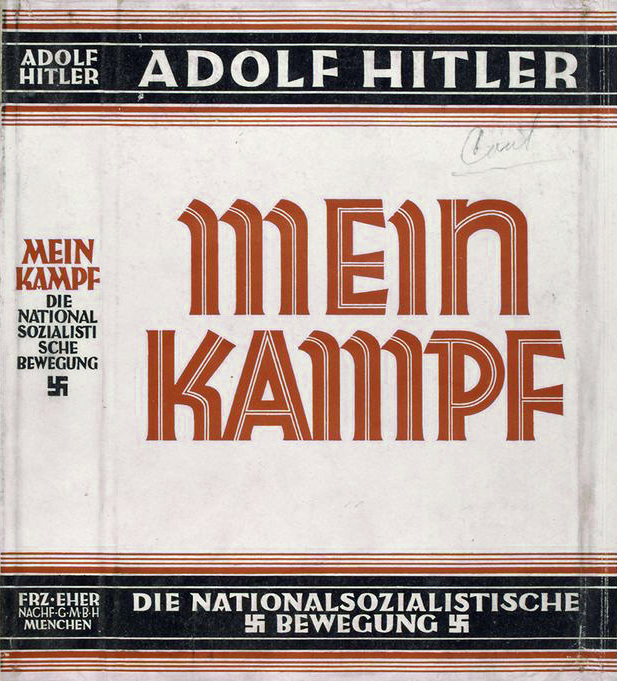
Přebal knihy Mein Kampf

Roku 1923 za nepokojů (z důvodů inflace) byl Gustav Stresemann jmenován kancléřem, ale bavorská vláda mu odmítla poslušnost. V této době hrozilo rozdělení Německa i kvůli rozpolcenosti ostatních regionů. Využil toho Hitler za podpory Ericha Ludendorffa a přepadl s oddílem SA-manů zasedání bavorské vlády v Bierhalle (proto se tato akce nazývá Mnichovský pivní puč). Byl to tak jeho první pokus získat úřad říšského kancléře. Po rozehnání „pochodu“ na Mnichov (zorganizovaného po vzoru Mussoliniho) říšskou obranou byl Adolf Hitler odsouzen na 5 let do vězení v Landsbergu. 9. listopadu 1923 byla NSDAP rozpuštěna a zakázána na celém území Německa.
Adolf Hitler, jemuž byl trest zkrácen na 9 měsíců, se za mřížemi nenudil. Nadiktoval Rudolfu Hessovi knihu Mein Kampf – v podstatě ideový program strany. Po svém propuštění v roce 1925 Adolf Hitler obnovil NSDAP a v tomtéž roce vyšel i Mein Kampf. Před 4 000 stoupenci pronesl Hitler svůj projev, ve kterém označil svůj cíl – získat moc legálními prostředky.
Od poloviny dvacátých let útočil Hitler ve svých projevech stále častěji na marxismus, který pokládal za politický a ideologický produkt židovství. Židé se tak pro Hitlera stali synonymem bolševismu a marxismus jím byl chápán jako politická podoba judaismu.

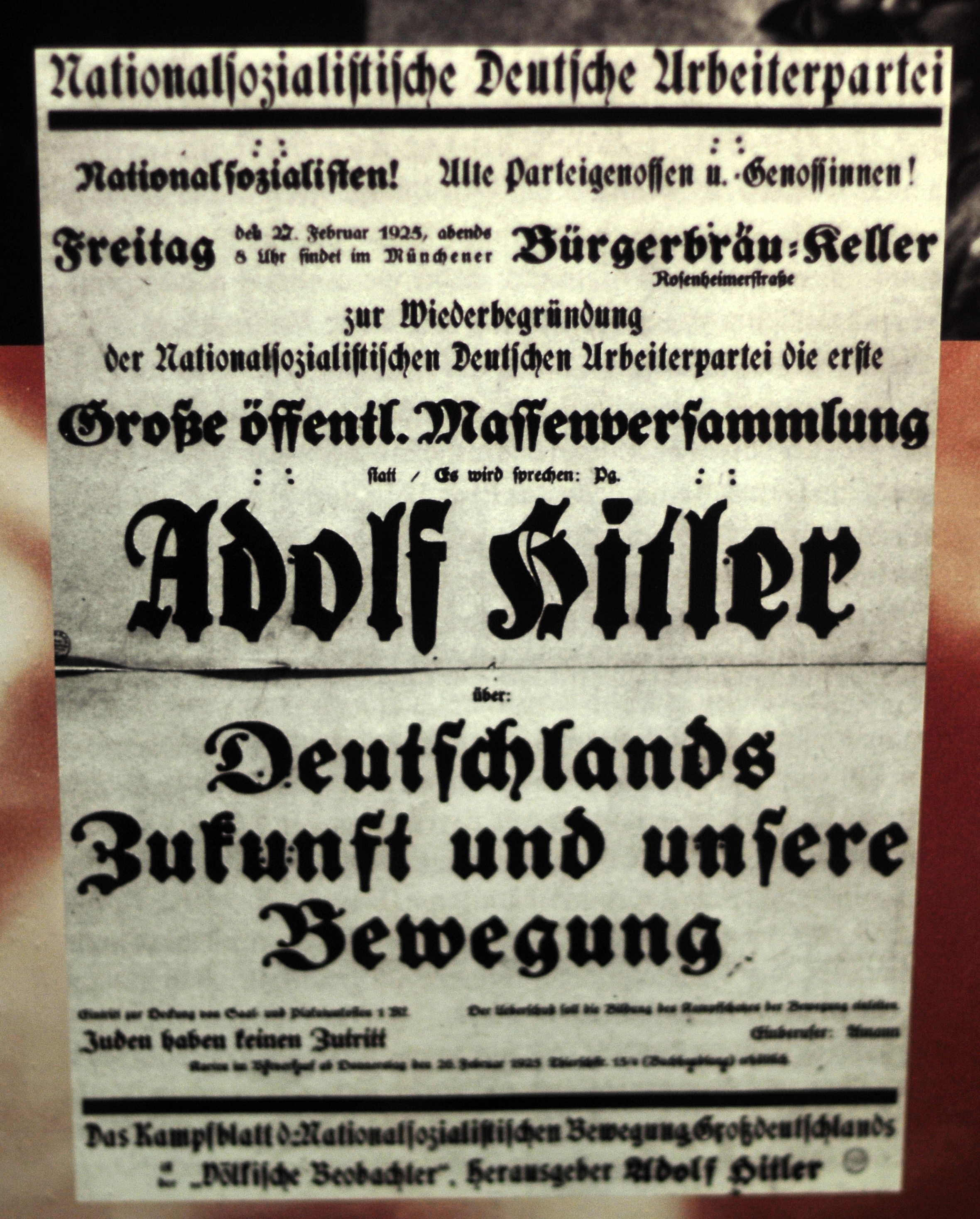
Plakát pro znovuzaložení NSDAP, Mnichov, Únor 1925

V období 1925–1929 se vyhraněné straně nedařilo. Německo hospodářsky rostlo a spělo k demokracii. Ačkoli se radikální členové strany pokoušeli o rozvrat Výmarské republiky, neznamenali větší problém. Roku 1928 získala strana jen 12 (1,9 %) poslaneckých mandátů.

Stranický odznak

Prapor NSDAP

### 30. léta

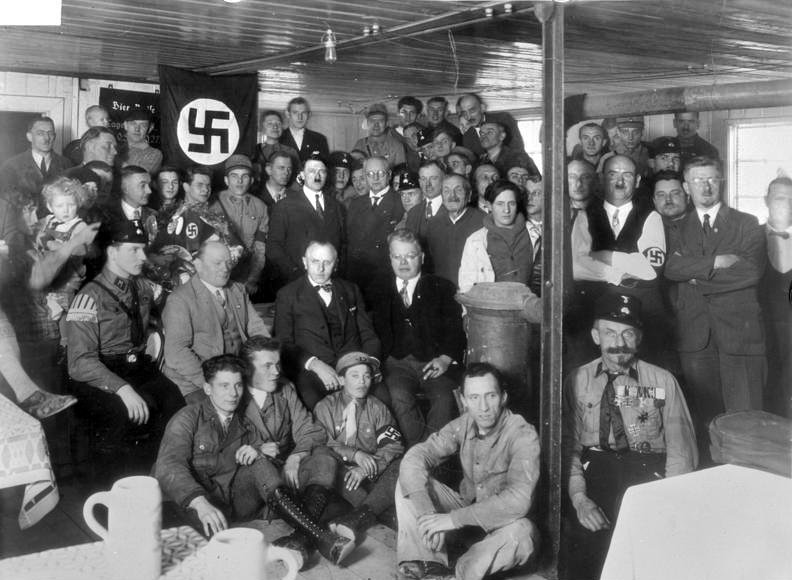
Hitler s členy NSDAP v roce 1930

S hospodářskou krizí se situace změnila. NSDAP zažila volební úspěch. Strana se snažila ovlivnit celý národ, což bylo řečeno i v díle Mein Kampf: „Nové hnutí, které si za svůj cíl vytyčilo opětovné vybudování německého státu s vlastní suverenitou, musí svůj boj beze zbytku zaměřit na získání širokých mas obyvatelstva“. NSDAP se pokusila zachytit co nejvíce voličů. Střední vrstvy a rolníky lákal slibovaný boj s nezaměstnaností (začátkem 30. let byly v říši 3 miliony lidí bez práce), průmyslníky zase zajímalo, že NSDAP nechce mít nic společného s komunisty a neslibuje podporu dělnictvu, i proto se do nacistických pokladen hrnuly sponzorské dary. Demagogickou agitací postupně získala členy takřka všech sociálních skupin. Ovšem projevy Hitlera nebyly tím, co přineslo podporu. Imponovala i mladé generaci díky své odhodlanosti a též svým charismatickým vůdcem. 23. ledna 1930 se durynským ministrem vnitra stal Wilhelm Frick – první nacista ve státní funkci. 14. září 1930 rezignoval kancléř Brüning a vypsal všeobecné volby. Na úkor většinou umírněných stran dostali nacisté v říšském sněmu 107 (17,5 %) poslaneckých mandátů, tedy 6 400 000 hlasů. Stali se tak druhou nejsilnější stranou v Německu, což vítali i lidé z různých končin světa, kteří si přáli jakkoli zabránit bolševismu.[zdroj?]
Hitler nadále řečnil o silném Německu a znovupřipojení ztracených území kvůli Versailleské smlouvě. Během tohoto roku se stahovaly spojenecké jednotky z bývalých částí říše – ze Sárska a z Porýní. Roku 1931, kdy vyhlásila Danatbank bankrot a tím se odstartoval i postupný finanční krach všech bank, se ocitlo téměř 6 milionů Němců bez práce. To nahrávalo komunistům a nacionálnímu socialismu. Adolf Hitler se spolčil s tiskovým magnátem Alfredem Hugenbergem. Hitlerovy proslovy tak získaly velkou publicitu. Emil Kirdorf a Fritz Thyssen, porúrští průmyslníci, taktéž podporovali NSDAP, která měla v té době již cca 800 000 členů.
V prezidentských volbách 13. března 1932 se Adolf Hitler umístil až druhý s 11 miliony hlasy, hned za maršálem Paulem von Hindenburg. V parlamentních volbách obdrželi nacionální socialisté 230 mandátů, sociální demokraté 133, střed 97 a komunisté 89. Ačkoli byli nacisté nejsilnější stranou, neměli většinu pro vytvoření vlády a odmítali spolu s komunisty vytvoření vlády koaliční. Hitler odmítl i místo vicekancléře pod Papenem. Po vyslovení nedůvěry Papenově vládě a po jeho odstoupení se situace nezlepšila. Komunisté získali několik hlasů na úkor socialistů, ale setrvalo se na mrtvém bodě. Prezident von Hindenburg podal Hitlerovi nabídku na kancléřství, avšak v omezené formě, což Hitler nepřijal: „Buď všechno, nebo nic!“. Dne 30. ledna 1933 ho tak říšský prezident jmenoval říšským kancléřem.
Za tvrdé, neúprosné politické kampaně zachvátil 27. února 1933 budovu říšského sněmu požár, z něhož Hitler obvinil komunistická hnutí. Von Hindenburg to použil jako důvod pro vyhlášení dekretu, jenž omezil ústavní svobodu slova, tisku atd., což umožnilo v podstatě neomezené řádění nacistických sil.
V březnových volbách získala NSDAP 44 % hlasů a v koalici s pravicovou německou nacionální stranou to činilo 53 %. I když to nebyla převážná většina, kvůli dezorganizovanosti opozičních stran, uchopila NSDAP moc do svých rukou. Hitler tak směl po další čtyři roky vládnout pomocí dekretů. Svými diktátorskými pravomocemi upevnil svou moc. Znamenalo to v podstatě konec Výmarské ústavy. Hned se postavil proti nezávislým odborům, Židům a jiným politickým stranám. Židé byli hromadně propouštěni ze státních pozic. Byly jim bojkotovány obchody, podniky a i lékařské či advokátské praxe. Vedení odborů bylo pozatýkáno a místo něj byli dosazeni nacisté. Hitler si mistrnými tahy získal i přízeň dělníků, jelikož zakládal pracovní tábory pro mladé a nové práce se dostalo i díky snaze o znovuvyzbrojení. Svět se maximálně vzmohl na plané výhrůžky. Pod patronací fanatického ministra propagandy Josepha Goebbelse se veřejně pálily knihy mnohých autorů – Einsteinem počínaje a konče Freudem. Svět mlčel, i když se NSDAP 14. července 1933 ustanovila jedinou legální stranou v Německu – ostatní strany byly zakázány. Nový říšský sněm byl podpořen 92 % voličů – zbytek, odpůrci nacismu, odevzdali prázdný volební lístek. V říši bylo schváleno i vystoupení Německa ze Společnosti národů.

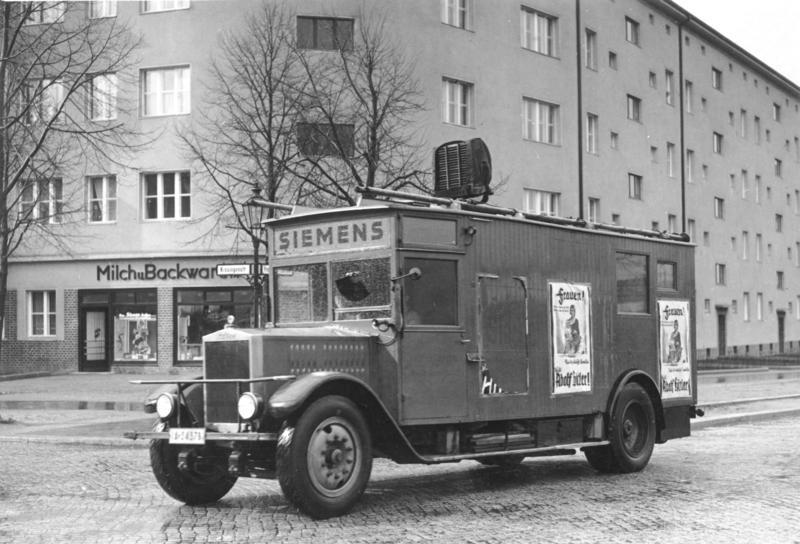
Nacistický rozhlasový vůz během volební kampaně k prezidentským volbám v roce 1932 v Berlínském obvodu Pankow

Hitler začal zakládat lidové soudy a zrušil i běžnou právní ochranu občanů. Z často vykonstruovaných procesů byli odsouzení posíláni do koncentračních táborů zřízených taktéž již roku 1933 (například v Dachau).
Adolf Hitler si takříkajíc sám zametl před prahem díky čistkám trvajícím od 30. 6. do 2. 7. 1934. Pro tento masakr vedení SA, Hitlerových odpůrců a sociálních živlů NSDAP se vžil název Noc dlouhých nožů. Hitler se tak zbavil lidí, kteří by mohli oslabit jeho moc. Například SA, mající v roce 1934 3 miliony členů, mohla směle konkurovat armádě. Mezi cca 1 000 zavražděnými osobami nechyběl ani velitel SA Ernst Röhm, spoluzakladatel strany Gregor Strasser či exkancléř Schleicher. Akci provedly polovojenské jednotky SS (Schutzstaffeln der NSDAP), které byly založeny roku 1925 k ochraně funkcionářů NSDAP. SS vedené od roku 1929 Heinrichem Himmlerem se posléze prosadily jako samostatná složka, jako obávaný bezpečnostní aparát v Říši.
Nacistický režim, už dost silný, 19. září získal i úřad prezidenta, jímž se po smrti 87letého Paula von Hindenburg stal Hitler. Zákon z 1. srpna spojil prezidentskou a kancléřskou funkci – Hitler i tak stejně upřednostňoval oslovení „der Führer“, vůdce.

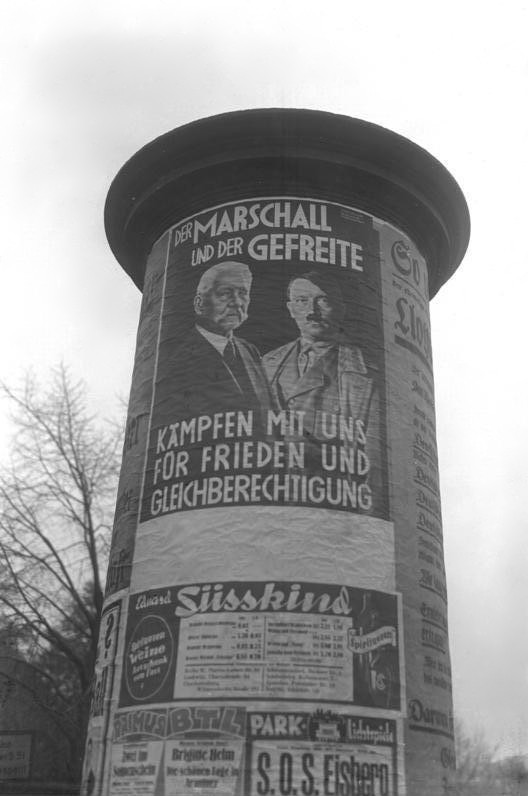
Plakát NSDAP – Reichstagswahl

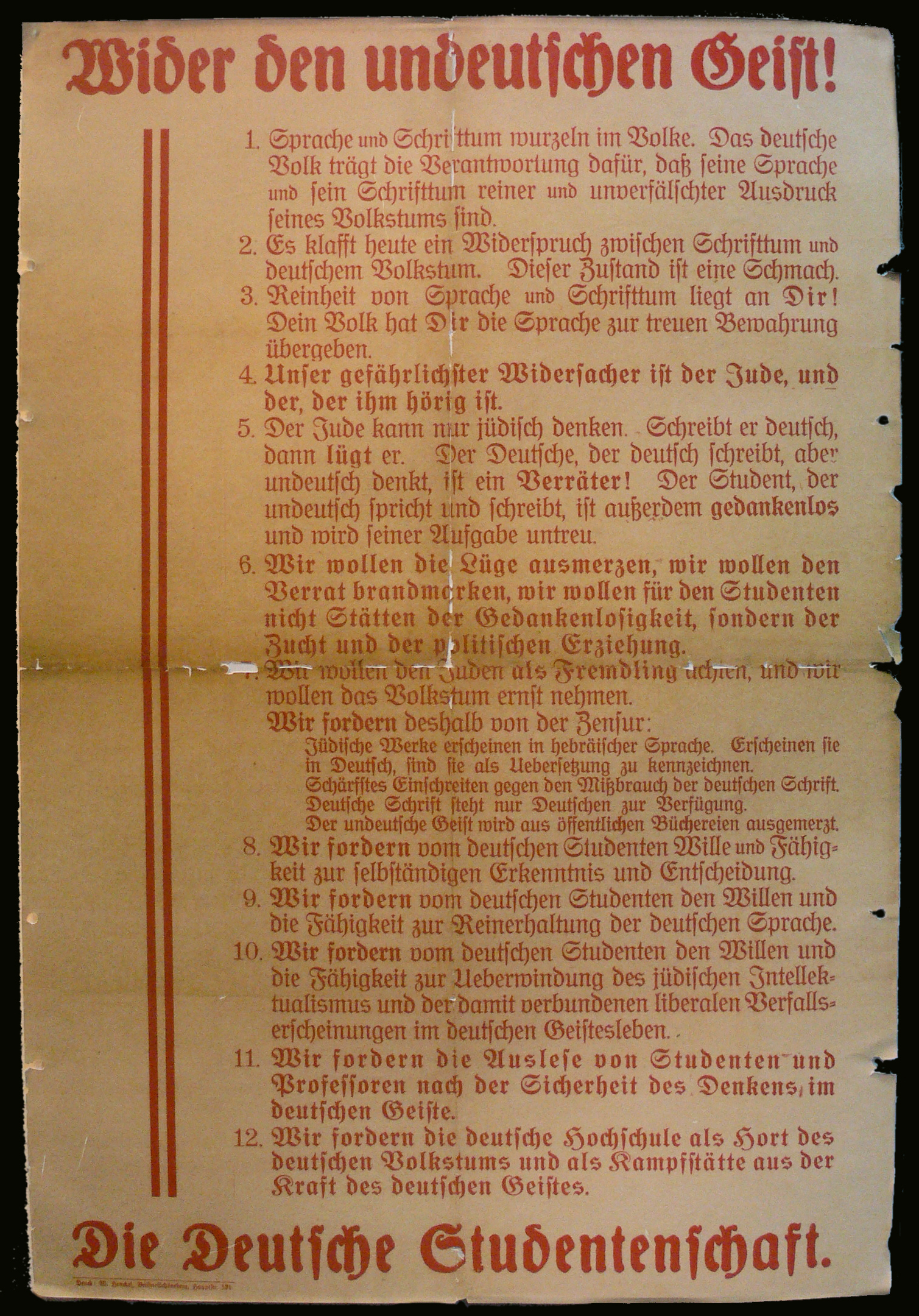
Leták – pálení knih

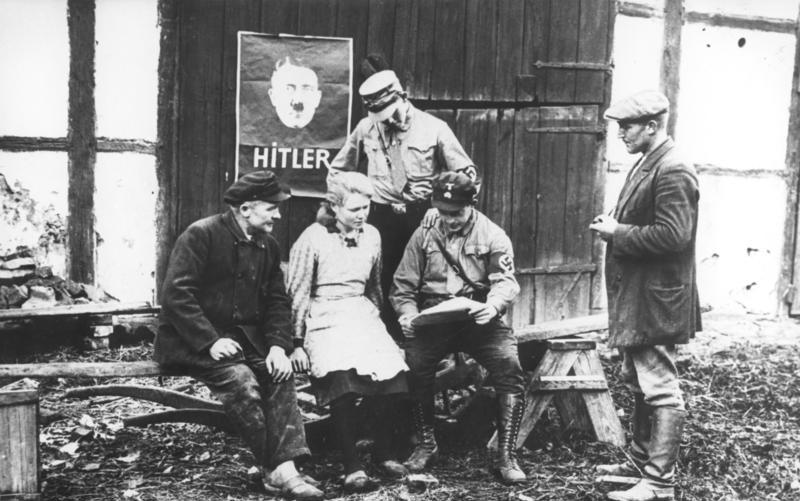
Volební propaganda

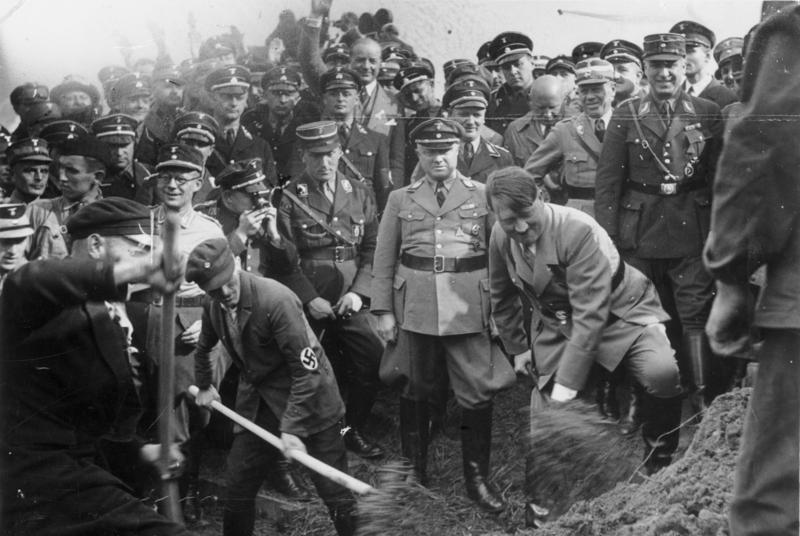
Reichsautobahn – Adolf Hitler

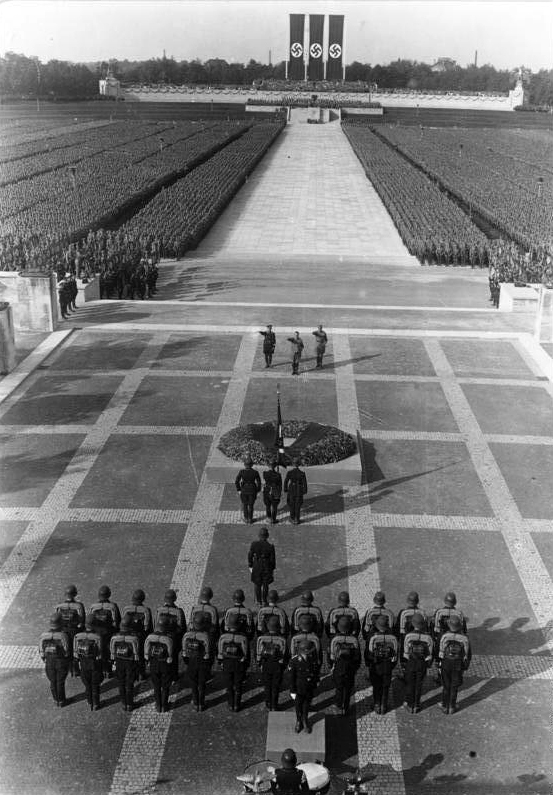
Nürnberg – Reichsparteitag

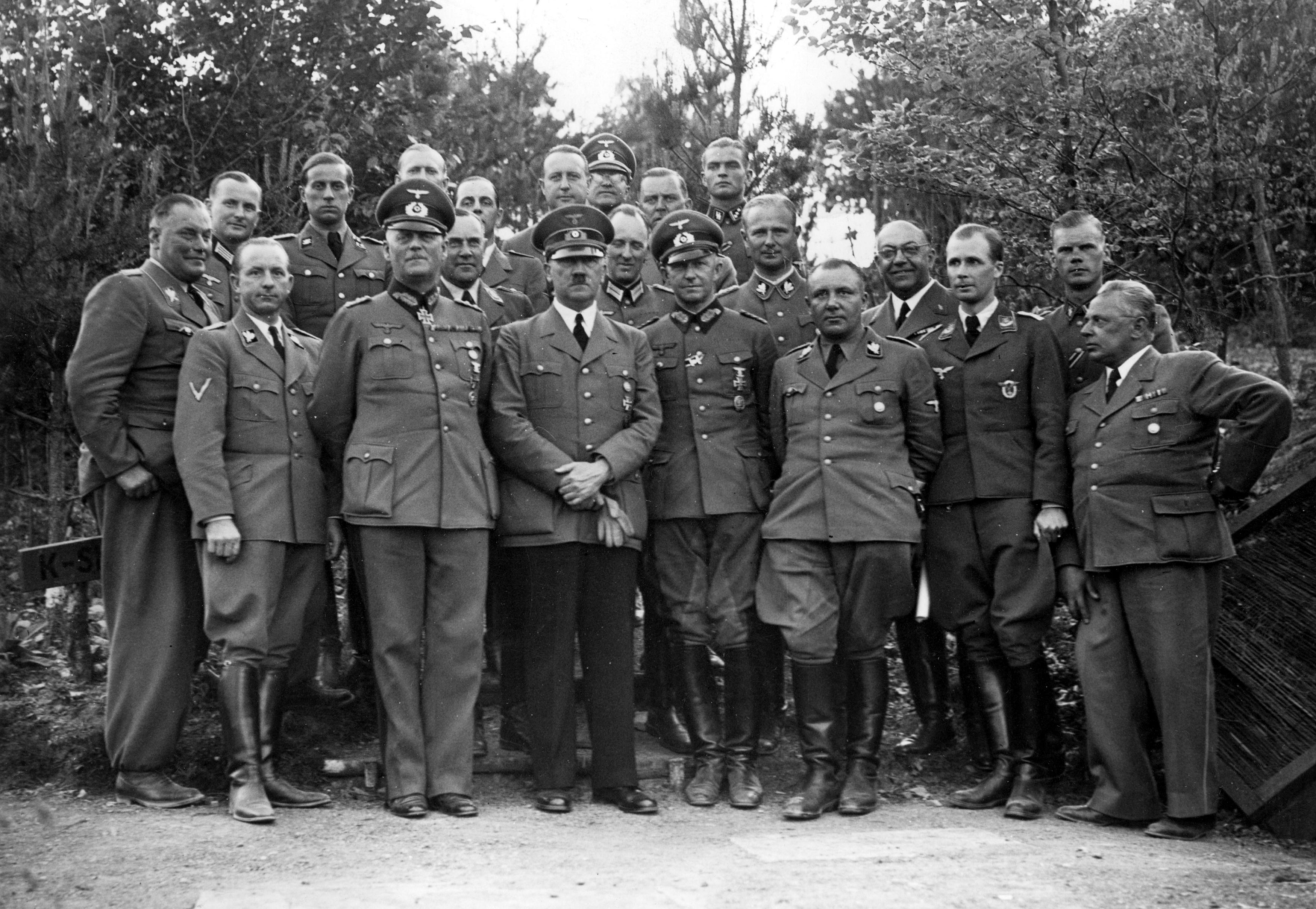
Adolf Hitler se svým štábem

Na mezinárodní scéně se strana, představovaná v první řadě Hitlerem, chovala taktéž nevybíravě. Pokusila se o vpád do Rakouska, kterému zabránil promyšlený Mussoliniho tah, a oproti Versailleské mírové smlouvě neustále zvyšovala stavy armády. Zavedena byla všeobecná branná povinnost a na veřejnost prosakovaly zprávy i o založení letectva. Jako argument pro znovuvyzbrojení předložil Hitler taktéž nepovolený růst armády SSSR a Francie. Zastrašovací diplomacie se NSDAP dařila. V roce 1936 Německo obsadilo Porýní. Další roky postupovalo podle plánu, vytyčeného generálním štábem, na získání Sovětského svazu a Evropy.
Oblíbenost nacistů v Třetí říši stoupala díky národnímu hospodářskému růstu. Zbrojení dalo práci nezaměstnaným, stavěly se budovy, byty a dálnice. I pořádání olympijských her v Berlíně 1936 si připsal Hitler jako propagandistický tah. Oblíbenost „vůdce“ se zvyšovala a občané byli hrdi na svou zem.
Další smutnou kapitolu pro židovskou populaci zahájilo přijetí norimberských zákonů 15. září 1935. Tyto tvrdé rasové zákony měly ospravedlnit kruté zacházení s Židy. Byli zbaveni občanských práv, omezeno bylo i jejich vlastnictví majetku. Nešlo o poslední antisemitské zákony schválené NSDAP. Jejich platnost se posléze rozšiřovala i na dobyté země během druhé světové války.
Další etapou holokaustu – vyvrcholením represí proti židovskému národu – se stal pogrom v noci z 9. na 10. 11. 1938 (tzv. křišťálová noc). SA a NSDAP se mstila pod záminkou vraždy německého úředníka na velvyslanectví v Paříži židovským mladíkem. 91 Židů přišlo o život, 7 000 židovských obchodů bylo spolu s židovskými školami a synagogami vypleněno a zapáleno. Nejenže v následných procesech bylo posláno 30 000 Židů do koncentračních táborů, ale židovská komunita musela ještě zaplatit odškodné 1 miliardu marek. V důsledku další postupné arizace se nehledělo na hanebnost diskriminačních opatření.
Situace se horšila pro všechny rasy neárijského původu. Ozbrojené jednotky podléhající velení NSDAP terorizovaly národy. Adolf Hitler uchvacoval svými fanatickými idejemi miliony následovníků a své odpůrce tvrdě potíral. Se stoupenci po boku – ministrem letectví Hermannem Göringem, ministrem propagandy Josephem Goebbelsem a Heinrichem Himmlerem, vůdcem SS a velitelem gestapa – se odvážil vkročit do dějin bezohledným rozpoutáním druhé světové války.

## Podpora NSDAP ve společnosti
Poté, co se moci v NSDAP ujal v roce 1921 s konečnou platností Hitler, získávala strana pozvolna stále více příznivců ve všech společenských třídách. Predominance NSDAP byla mezi nižšími středními vrstvami, protestanty, vesnickými a maloměstskými voliči, zejména v severním a východním Německu, strana byla schopna získat podporu mezi vzdělanými, horními středními vrstvami a profesionálními skupinami, stejně jako více limitovaný stupeň podpory mezi některými sekcemi méně organizovaného dělnictva.

### Podpora průmyslníků
Po svém znovuzvolení do čela strany v roce 1921, Hitler zavrhl původní socialistické ideály své strany a získal si tím přízeň velkých průmyslníků a středostavovských voličů. Začal být stále častěji zván do prominentních salonů, kde se setkal s celou řadou důležitých lidí z řad armády a z podnikatelských kruhů, kteří mu později pomohli na cestě k moci. Nacisté potřebovali stále větší sumy peněz na volební kampaně a na financování provozu stranického aparátu, SA a SS. Straně tak finančně pomáhali němečtí průmyslníci, jako např. uhlobaron Emil Kirdorf, který ovládal černé politické fondy, tzv. porúrskou pokladnu, do které přispívali majitelé dolů v Porúří, kteří spoléhali na to, že se nacisté tvrdě vypořádají s odboráři a komunisty. Finanční pomoci se strana dočkala také od ocelářských magnátů Fritze Thyssena a Alberta Voeglera. Tichá podpora plynula i od dalších průmyslníků jako byl např. Georg von Schnitzler z chemického podniku I. G. Farben, Wilhelm Cuno z Hamburg-Amerika-Line, kolínský průmyslník Otto Wolf nebo kolínský bankéř Kurt von Schroeder. Přispěla také řada bank a finančních institucí – mimo jiné Deutsche Bank, Dresdner Bank nebo pojišťovna Allianz. Ačkoliv byla finanční podpora podnikatelských kruhů zanedbatelná jako faktor v úspěchu NSDAP před rokem 1930, a nebyla ani velmi důležitá potom, průmyslníci si začali všímat důležitosti NSDAP v destrukci parlamentního systému a stávali se vlivnými zejména v letech 1932 až 1933 v přesvědčování Hindenburga, že Hitler by mohl být nějak užitečný v tomto projektu.

### Podpora armády
Většina vyšších německých důstojníků se nikdy nesmířila s porážkou v první světové válce a s nástupem republikánského zřízení. Armádě imponovalo, jaký význam přikládají nacisté vojenským záležitostem a v Hitlerovi spatřovala většina důstojníků obhájce jejich zájmů, který opětovně vyzbrojí Německo a zasadí se o revizi Versailleské smlouvy. Armáda tak nakonec mlčky přihlížela postupné likvidaci parlamentní demokracie v Německu a nastolení vlády jedné strany – NSDAP. První hlasy odporu se v armádě objevily až na přelomu let 1937 a 1938, kdy první skupinky důstojníků došly k závěru, že je třeba Hitlera zastavit. Znepokojení v armádě nastalo především ve chvíli, kdy Hitler 5. 11. 1937 oznámil svůj záměr napadnout Československo.

### Podpora konzervativních politických kruhů
V roce 1933 se dostalo NSDAP tajné podpory i od konzervativních politických špiček v Německu. 4. 1. 1933 se Hitler sešel s významným pravicovým politikem Franzem von Papen, který se rozhodl spojit se s Hitlerem proti úřadujícímu kancléři Kurtu von Schleicher a jeho vládě. Schleicherova pozice byla otřesená a prezident Hindenburg začal vyjednávat s nacisty a Franzem von Papen o nové vládě. V poslední fázi vedl Hitler tajné rozhovory o budoucí vládě s prezidentovým synem, plukovníkem Oskarem von Hindenburg (který po nástupu nacistů k moci získal hodnost generála a značný majetek). 30. 1. 1933 dosáhli nacisté a Franz von Papen svého – byla jmenována nová vláda a Hitler se stal kancléřem.

### Podpora střední třídy
U střední třídy se NSDAP těšila rozsáhlé podpoře, jelikož nacisté přiživovali nenávist ke státům Dohody a usilovali o revizi Versaillské smlouvy. Nacisté také projevovali nesmiřitelný odpor k marxismu a bolševismu, tedy k ideologiím, které střední třída považovala za přímé ohrožení svých tradičních pozic ve společnosti.

### Podpora justice
Mnozí konzervativní právníci a soudci nepatřili k přesvědčeným nacistům, přesto přivítali nárůst moci NSDAP a následně i Hitlerův režim. V nástupu tohoto režimu spatřovala justice návrat k právu a pořádku v autoritativním pojetí, tak jako tomu bylo za dob císařství. Od tohoto znovunastolení práva a pořádku si justice slibovala nárůst upadající prestiže. Justice se tak postupně zcela podřídila Hitlerově vůli a přestala hrát roli jednoho ze tří základních nezávislých pilířů státní moci.

## Členové

### Počty členů
1938 v návaznosti na vývoj členství (1919–1933):
| Datum             | Členové   |
| ----------------- | --------- |
| konec 1919        | 64        |
| konec 1920        | 3 000     |
| konec 1921        | 6 000     |
| 23. listopad 1923 | 55 787    |
| konec 1925        | 27 117    |
| konec 1926        | 49 523    |
| konec 1927        | 72 590    |
| konec 1928        | 108 717   |
| konec 1929        | 176 426   |
| konec 1930        | 389 000   |
| konec 1931        | 806 294   |
| duben 1932        | 1 000     |
| konec 1932        | 1 200 000 |
| konec 1933        | 3 900 000 |

## Volební výsledky

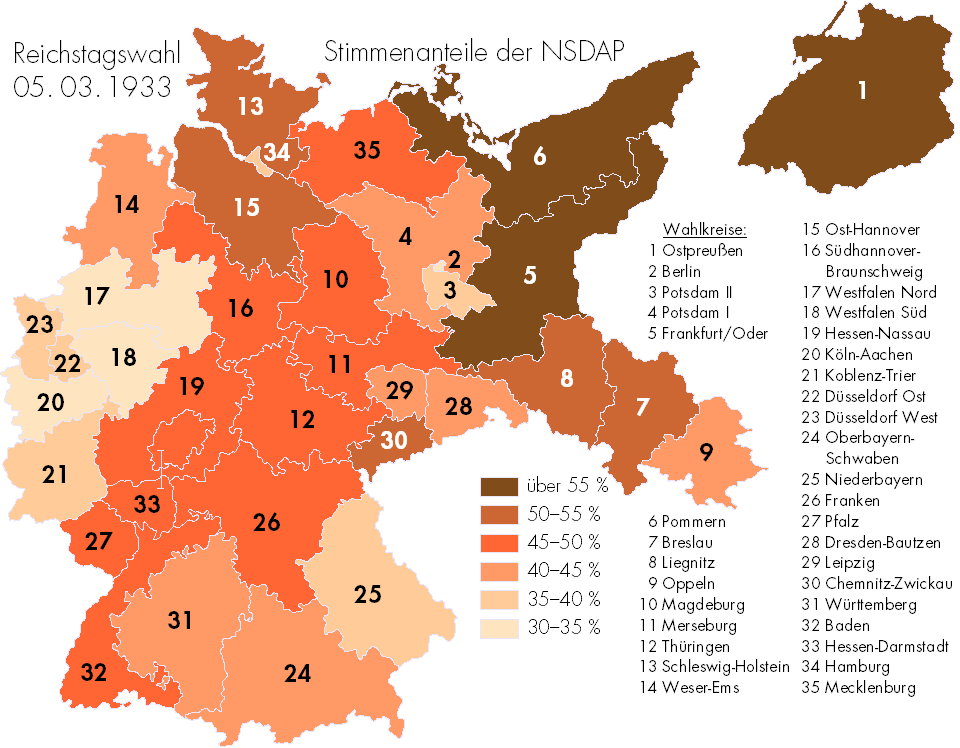
Volby do Reichstagu z března 1933

| Volby         | Hlasy      | %    | mandáty |
| ------------- | ---------- | ---- | ------- |
| květen 1924   | 1 918 300  | 6,5  | 32      |
| prosinec 1924 | 907 300    | 3    | 14      |
| květen 1928   | 810 100    | 2,6  | 12      |
| září 1930     | 6 409 600  | 18,3 | 107     |
| červenec 1932 | 13 745 800 | 37,4 | 230     |
| listopad 1932 | 11 737 000 | 33,1 | 196     |
| březen 1933   | 17 277 000 | 43,9 | 288     |

## Symboly strany

Parteiadler reprezentující NSDAP
Reichsadler (říšská orlice) během nacistické vlády, reprezentující nacistické Německo jako národní symbol (Hoheitszeichen)
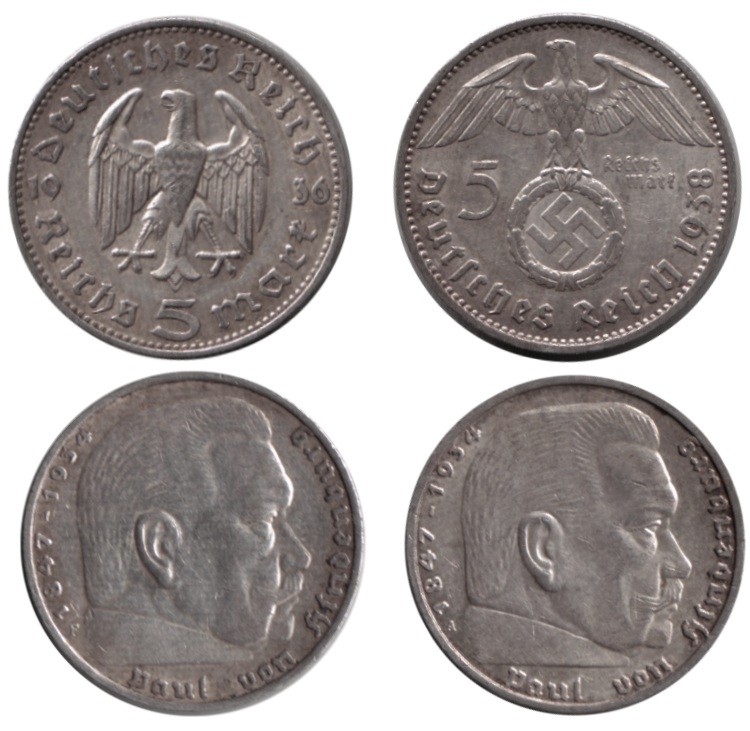
5 říšských marek před (1936) a poté, kdy byla přidána svastika (1938)
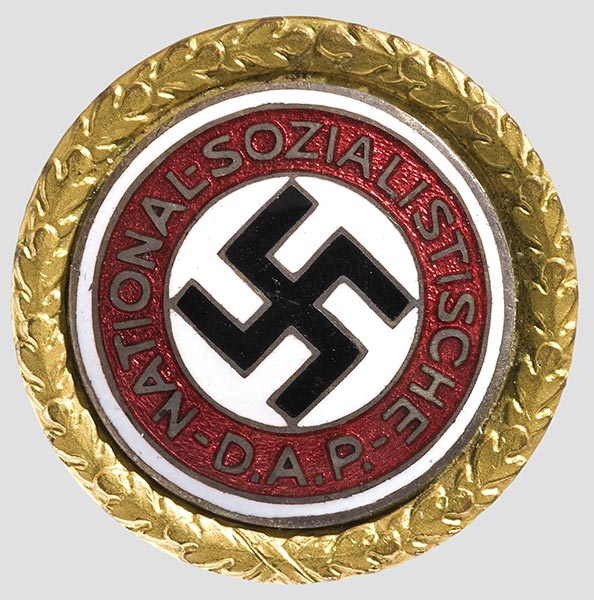
Zlatý odznak NSDAP

## Organizace NSDAP
- Sturmabteilung (SA)

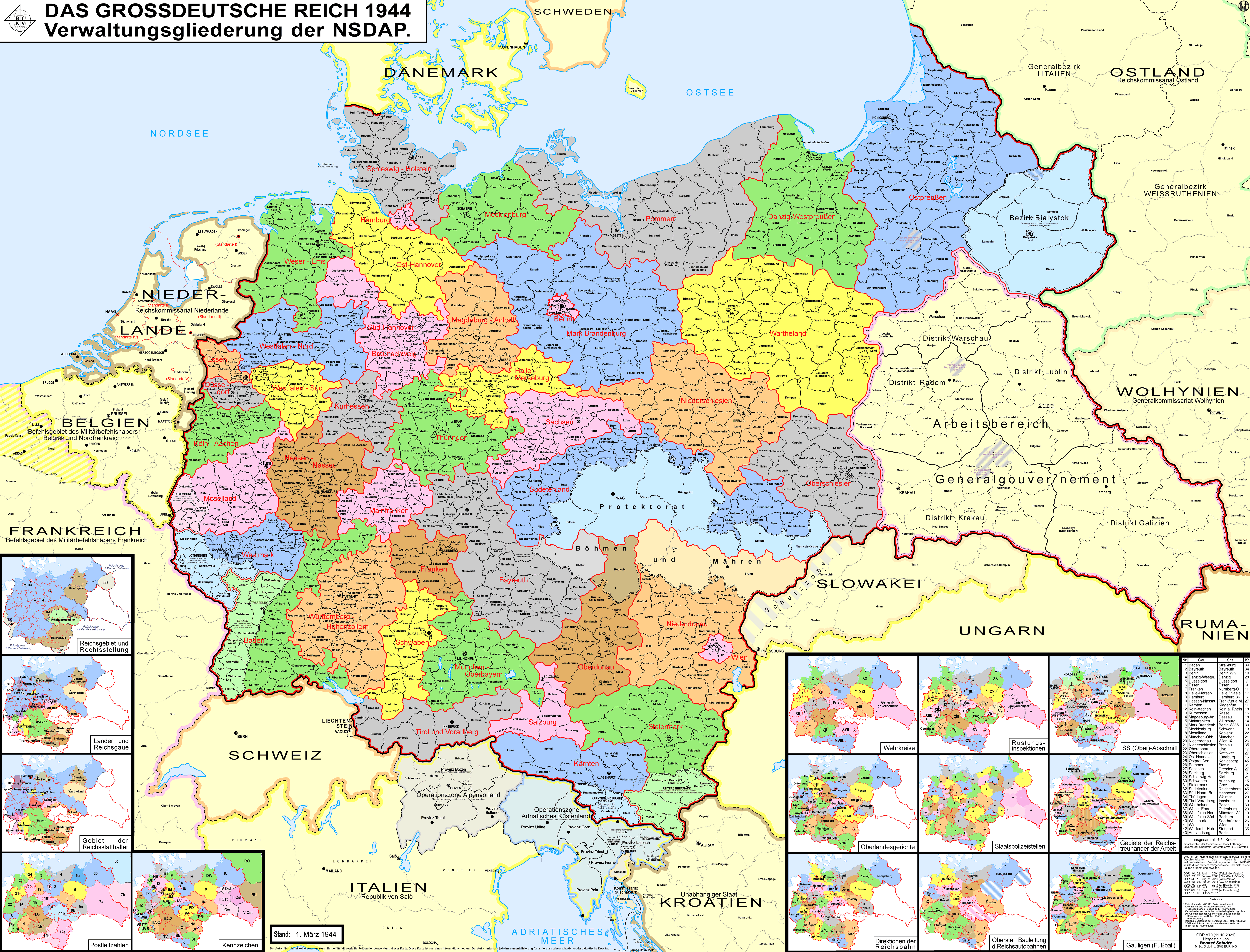
Územní organizace NSDAP (1944)

- Schutzstaffel (Allgemeine SS a Waffen-SS)
- NS – Fliegerkorps (NSFK)
- NS – Kraftfahrkorps (NSKK)
- NS – Deutscher Dozentenbund (NSDDB) – (od června1944)
- Hitler – Jugend (HJ) a Bund Deutscher Mädel (BDM)
- NS – Frauenschaft (NSF)
- NSDAP/AO – zahraniční organizace

## NSDAP přidružené organizace
- Deutsche Arbeitsfront (DAF)
- Reichsarbeitsdienst (RAD)
- NS – Volkswohlfahrt (NSV)
- Reichsbund der Deutschen Beamten (RDB)
- NS – Lehrerbund (NSLB)
- NS – Rechtswahrerbund (NSRB)
- NS – Bund Deutscher Technik (NSBDT)
- NS – Kriegsopferversorgung (NSKOV)
- NS – Deutscher Ärztebund (NSDÄB)

## NSDAP kontrolované organizace
- NS – Reichskriegerbund
- Technische Nothilfe
- Reichskolonialbund
- Deutsches Rotes Kreuz (DRK)
- Reichsluftschutzbund
- Nationalsozialistischer Reichsbund fűr Leibesűbungen (NSRL)

## Předsedové
- Anton Drexler (1920–1921)
- Adolf Hitler (1921–1945)